# Markus Sternlieb
Markus Sternlieb (* 20. Februar 1877 in Brăila, Rumänien; † 23. Oktober 1934 in Ludwigshafen am Rhein) war ein jüdischer Architekt, Baubeamter und Vorstand des Wohnungsbauunternehmens GAG in Ludwigshafen.

## Leben und Beruf
Markus Sternlieb, Sohn des jüdischen Kaufmanns Mayer Sternlieb, absolvierte sein Studium ab 1897 an der Technischen Hochschule München, wechselte dann 1900 an die Technische Hochschule Darmstadt und schloss dort nach längerer Unterbrechung 1911 sein Studium mit Auszeichnung ab. Grundlage für den Studienabschluss war das von ihm entworfene und erbaute Ludwigshafener Erholungsheim in Trifels bei Annweiler (heute: Kurhaus Trifels).
Ab 1904 arbeitete er beim Hochbauamt der Stadt Kaiserslautern, wechselte aber 1905 nach Ludwigshafen und begann dort seine Tätigkeit als Planrevisor in der Bauverwaltung. Hier kümmerte er sich zunächst darum, die Arbeiterquartiere im Hemshof menschenwürdig zu gestalten. 1911 wurde er Stadtbaumeister. Im Jahr 1913 wurde das Stadthaus Nord gebaut, 1914 die Rheinschule. Im gleichen Jahr wurde Sternlieb Leiter des Hochbauamtes, ab 1920 war er Oberbaudirektor und somit verantwortlich für das gesamte städtische Bauwesen.
Als 1920 die Gemeinnützige Aktiengesellschaft für Wohnungsbau (GAG) gegründet wurde, wurde Sternlieb dort Technischer Vorstand – zunächst ehrenamtlich, dann ab 1923 hauptamtlich zusammen mit dem späteren Oberbürgermeister Valentin Bauer.
Am 31. Dezember 1932 trat Markus Sternlieb in den Ruhestand – offiziell aus gesundheitlichen Gründen. Am 23. Oktober 1934 verstarb Sternlieb im Alter von 57 Jahren in Ludwigshafen. Die Todesursache war unklar, allerdings gab es Gerüchte über einen Selbstmord aus Verzweiflung über die NS-Verfolgung. Die Beisetzung seiner Urne erfolgte auf dem jüdischen Friedhof in Ludwigshafen.
Sternliebs Frau Johanna wurde am 22. Oktober 1940 von den Nazis ins südfranzösische Lager Gurs deportiert, konnte aber mit Hilfe ihrer beiden Töchter Ruth und Eva in die USA emigrieren.

## Bauten

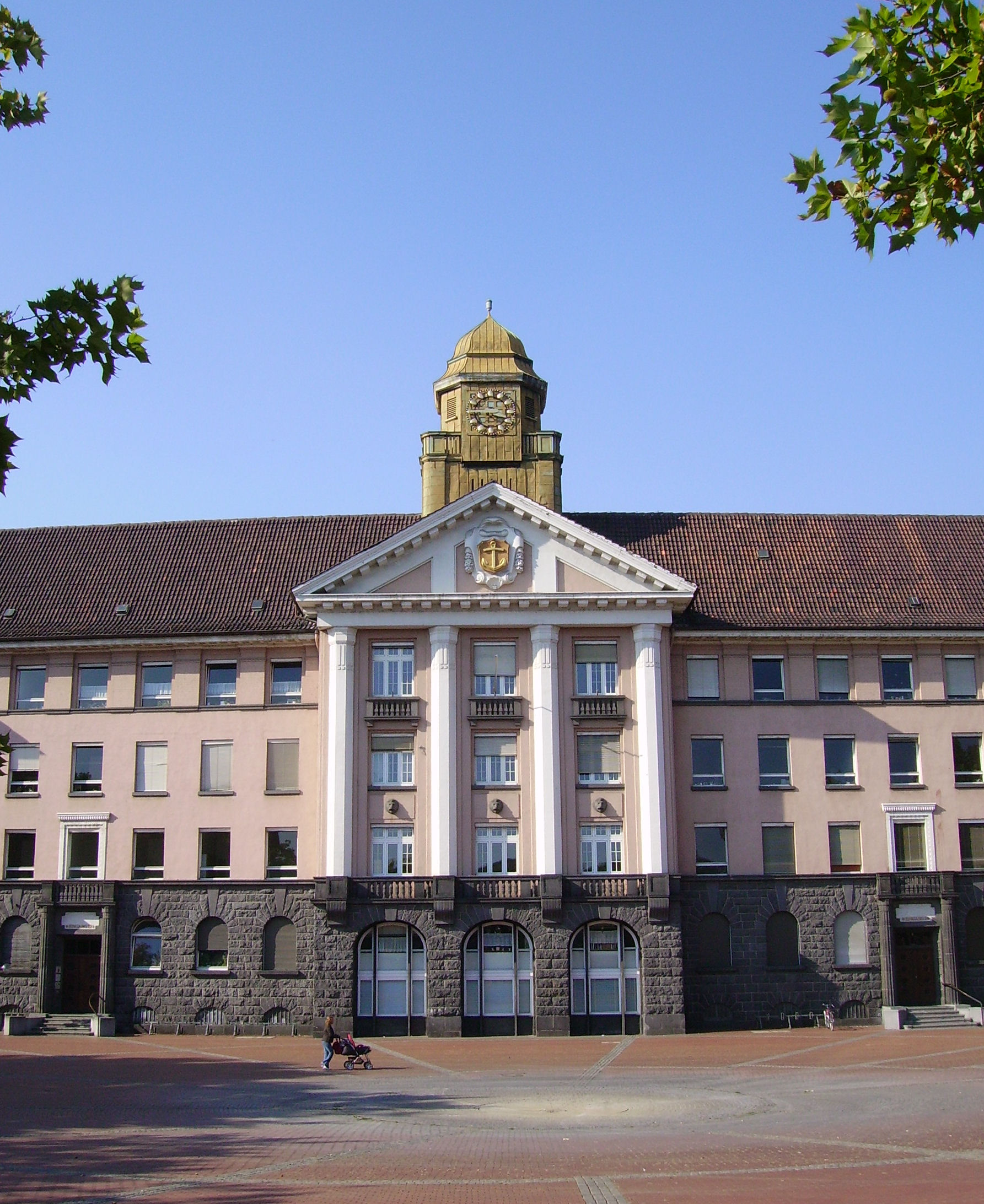
Stadthaus Nord

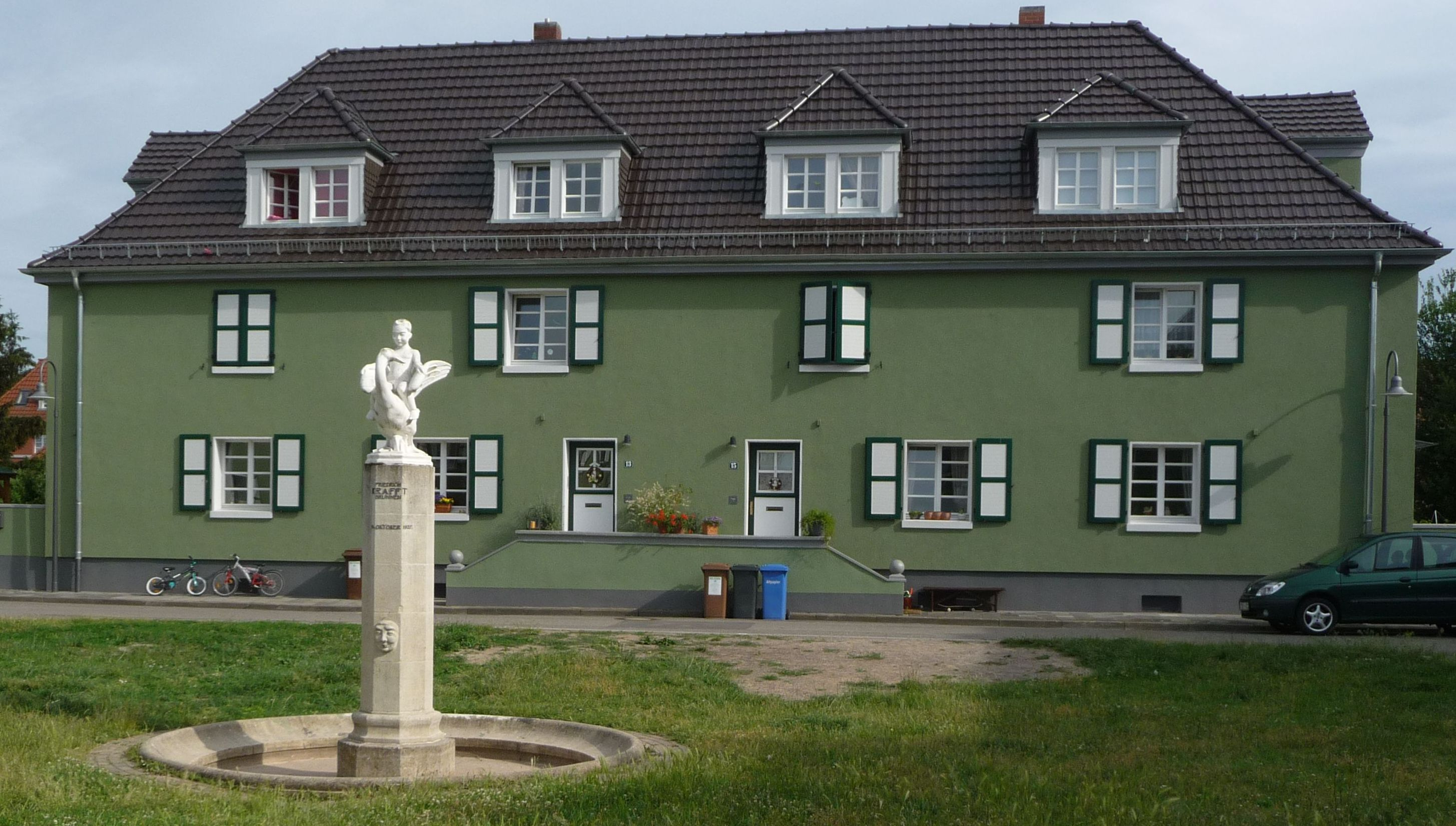
Grüner Hof

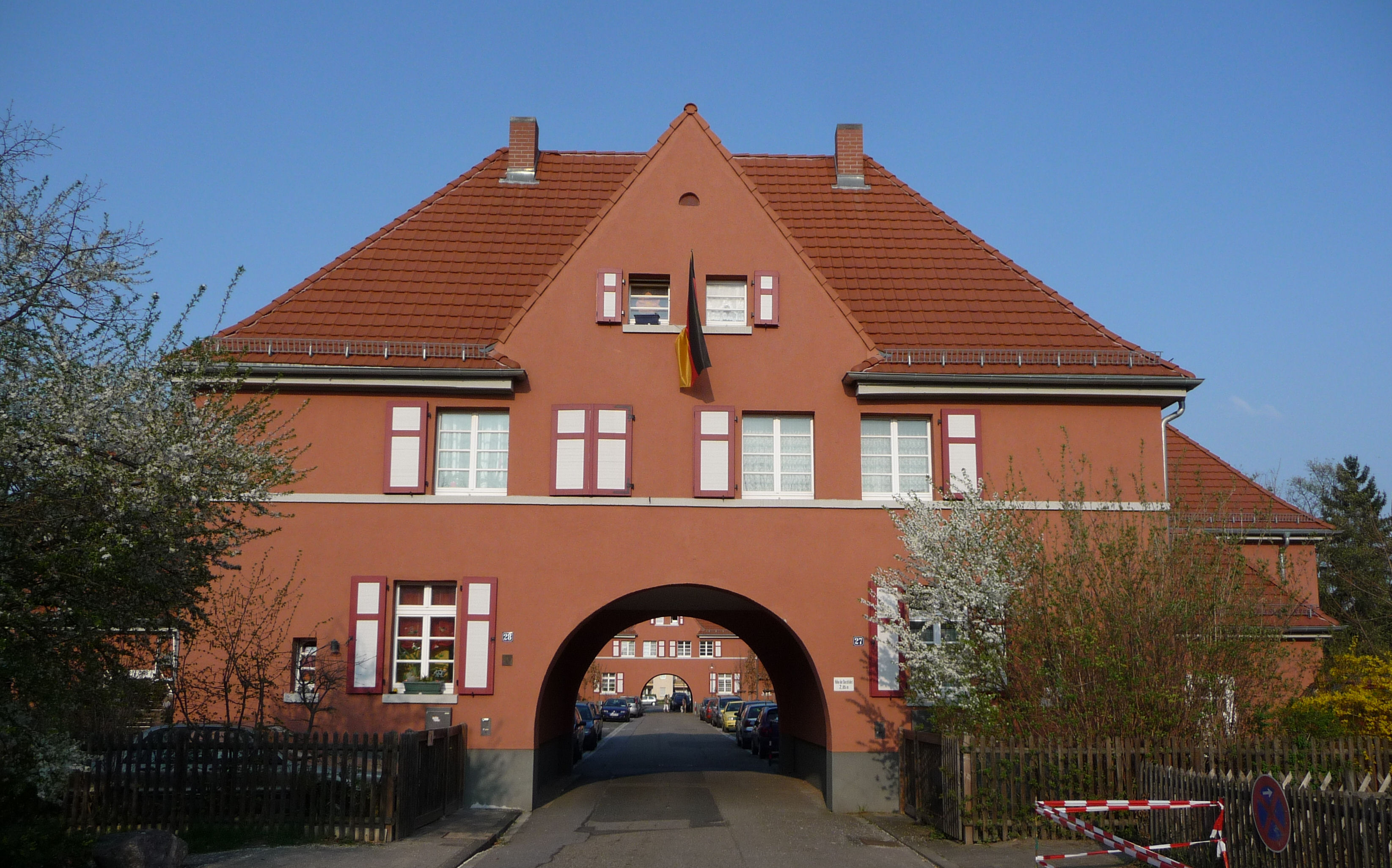
Roter Hof

Markus Sternlieb war maßgeblich an dem Aufbau der GAG, dem städtischen Immobilienunternehmen Ludwigshafens, beteiligt.
Unter seiner Leitung entstanden große Wohnungsbauprojekte. So wurde beispielsweise die ab 1927 erbaute Ebertsiedlung ganzheitlich geplant – es gab eine Polizeistation, Malerateliers, einen Kindergarten, Spielhöfe mit Planschbecken, eine Zentralwäscherei und ein Fernheizkraftwerk. Die Wohnungen waren unter anderem mit Bädern, Zentralheizungen und Einbauküchen ausgestattet.
Unter seiner Leitung entstanden folgende Bauwerke:
- 1909–1911 Ludwigshafer Erholungsheim für städtische Beamte Trifels bei Annweiler
- 1910 das Straßenbahndepot
- 1913 das Stadthaus Nord
- 1913/1914 Gestaltung der Anlagen an der Rehbergquelle
- 1914 die Rheinschule
- 1919 bis 1923 die ersten Wohnsiedlungen für Arbeiterfamilien in der Gartenstadt, besser bekannt als „Roter und Grüner Hof“ und die „Kriegerheimstätten“
- 1923/1924 der Blücherblock im Hemshof
- 1924–1926 das Finkennest in Friesenheim
- 1925 der Ebertpark (damals Hindenburgpark) im Rahmen der Süddeutschen Gartenausstellung
- 1927–1930 die Friedrich-Ebert-Siedlung (damals Hindenburgsiedlung)
- 1929/1930 die Westend-Siedlung am neuen Messplatz
- 1931 die Christian-Weiß-Siedlung im Stadtteil Süd, ferner das Shellhaus und das Stadthaus Lutherstraße

## Würdigung
Am 25. September 2002 ehrte die Stadt den ehemaligen Stadtoberbaudirektor und GAG-Chef auf Initiative des früheren Dekans Friedhelm Borggrefe mit einem Gedenkstein im Hof der Rheinschule, den Oberbürgermeisterin Eva Lohse einweihte. Im November 2008 widmete ihm das Stadtmuseum Ludwigshafen eine Ausstellung. Am 12. Juni 2017 beschloss der Ludwigshafener Bau- und Grundstücksausschuss in öffentlicher Sitzung einstimmig die Umbenennung des bisherigen Kurfürstenplatzes zwischen Kurfürsten- und Saarlandstraße in Markus-Sternlieb-Platz.